# Aubonne (huyện)
Huyện Aubonne (tiếng Pháp: District du Aubonne, tiếng Đức: Bezirk Aubonne) là một huyện hành chính của Thụy Sĩ. Huyện này thuộc bang Vaud. Huyện Aubonne có diện tích 153 kilômét vuông, dân số theo thống kê của cục thống kê Thụy Sĩ năm 1999 là 11014 người. Trung tâm của huyện đóng ở Aubonne. Mã của huyện là 2202.